# 발로 디 디아노
발로 디 디아노(이탈리아어: Vallo di Diano)는 이탈리아의 남동부에 자리한 캄파니아주의 살레르노에 위치한 계곡이다. 발 디아노(Valdiano)라고도 알려져있다.

## 지리
알부리니 산맥과 캄파니아주와 바실리카타주의 경계사이에 위치해있으며 시렌토의 지리학적 아구로 여겨지고 있고 1998년에 세계유산에 등록된 시렌토와 발로 디 디아노 국립공원의 일부이기도 하다.

## 교통수단
발로 디 디아노는 나폴리-레조디칼라브리아 간 고속도로와 연결되어있으며 출구는 페티나, 폴라, 아테나루카나, 살라 콘실리나와 파둘라-부오나비타콜로다.

## 사진

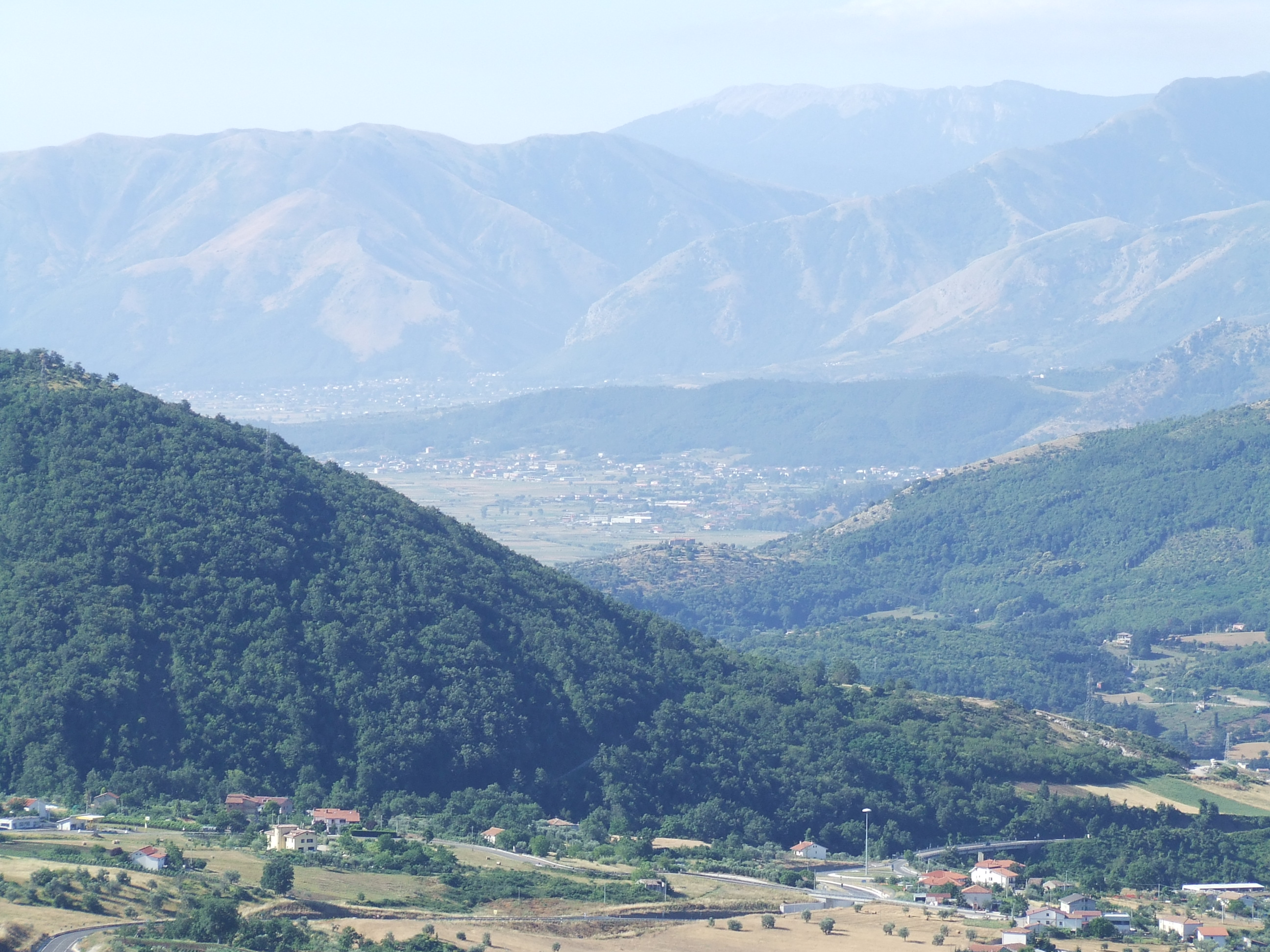
카지아노에서 본 발로 디 디아노
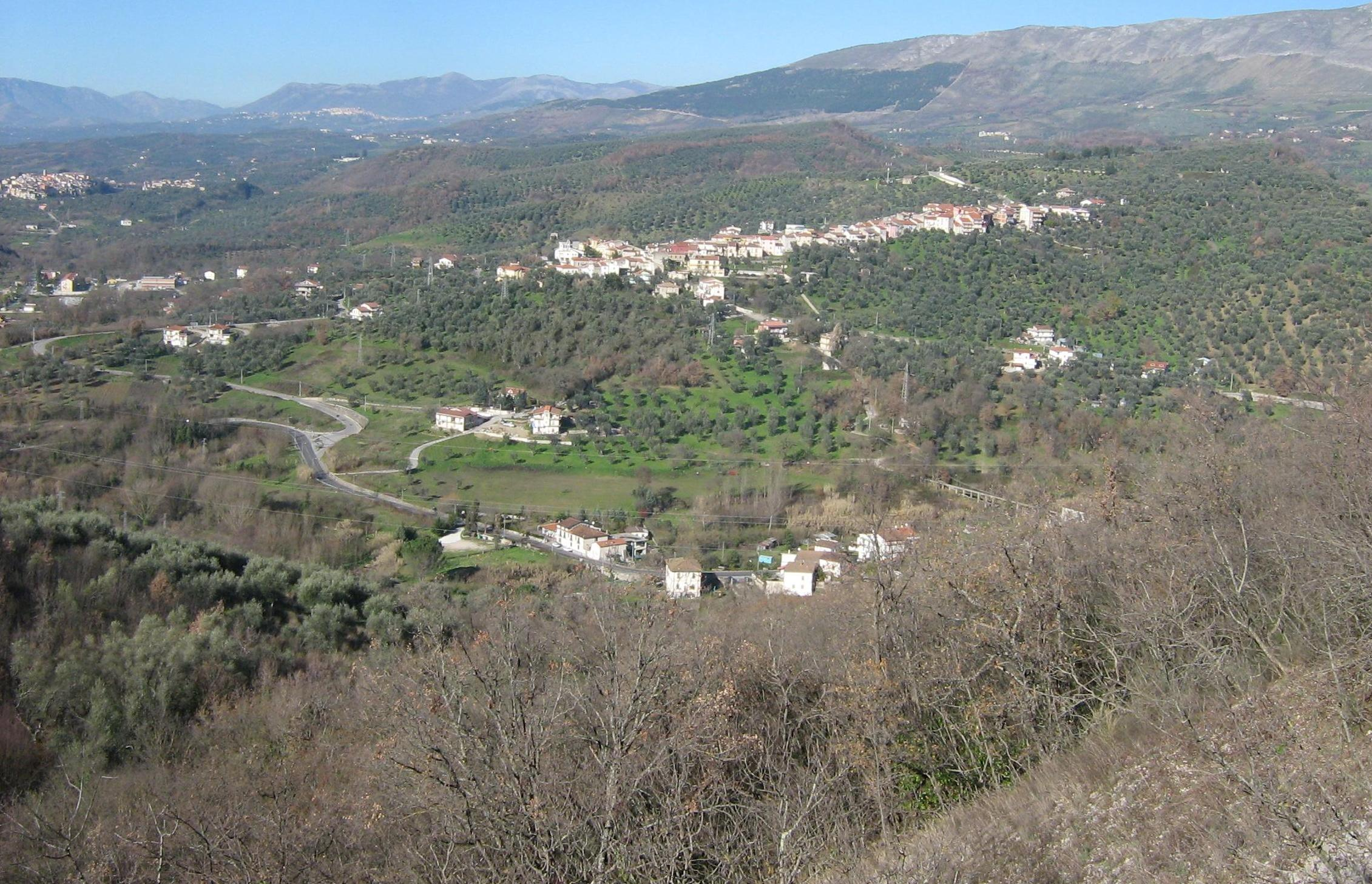
페르토사의 파노라마
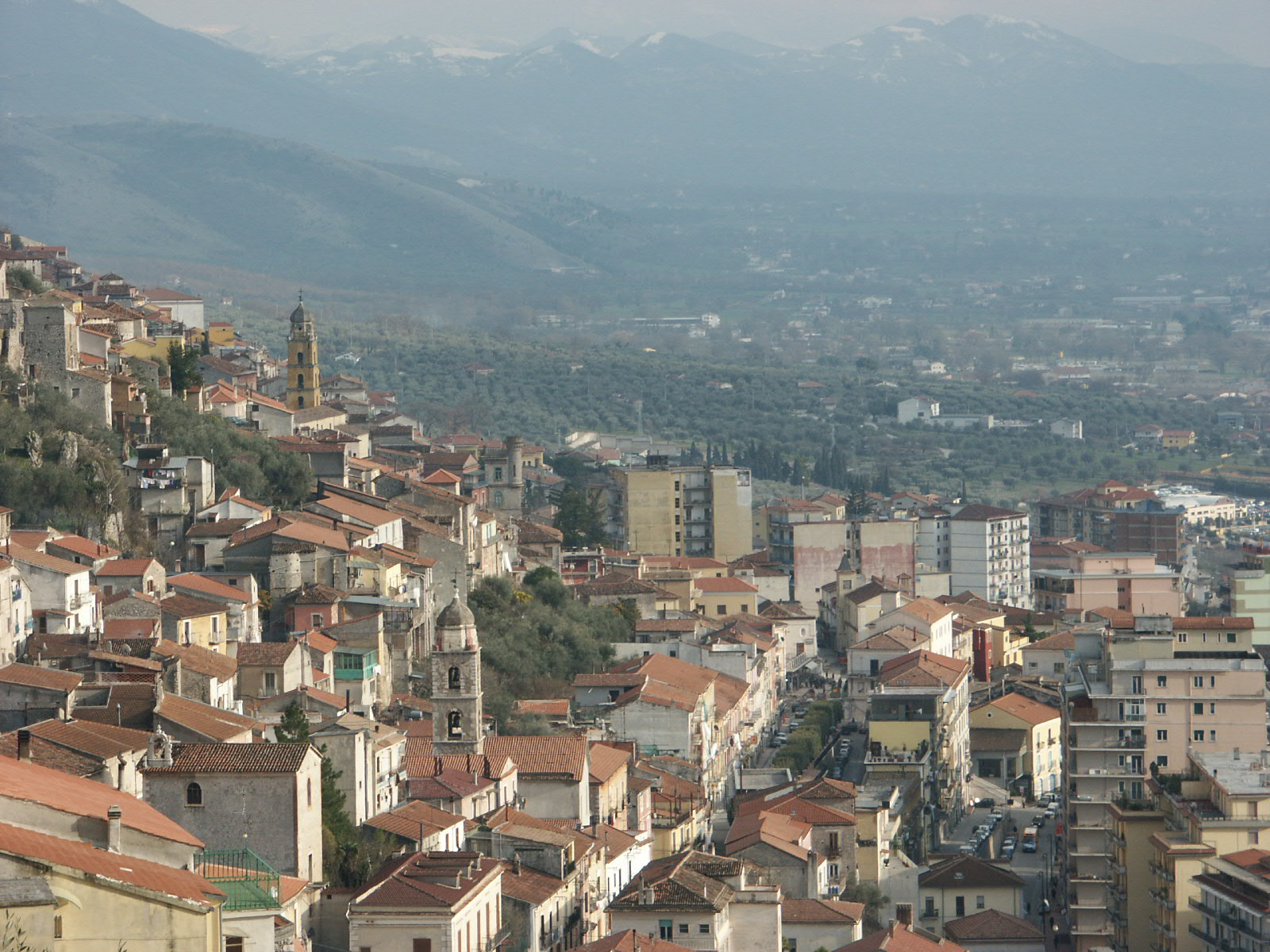
살라콘실리니아의 뒤배경이 계곡의 남부인 오래된 마을의 경관.
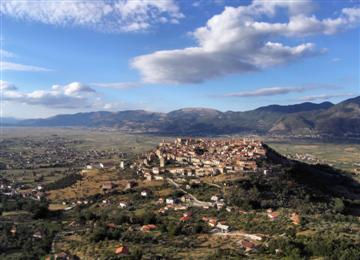
테자노의 파노라마
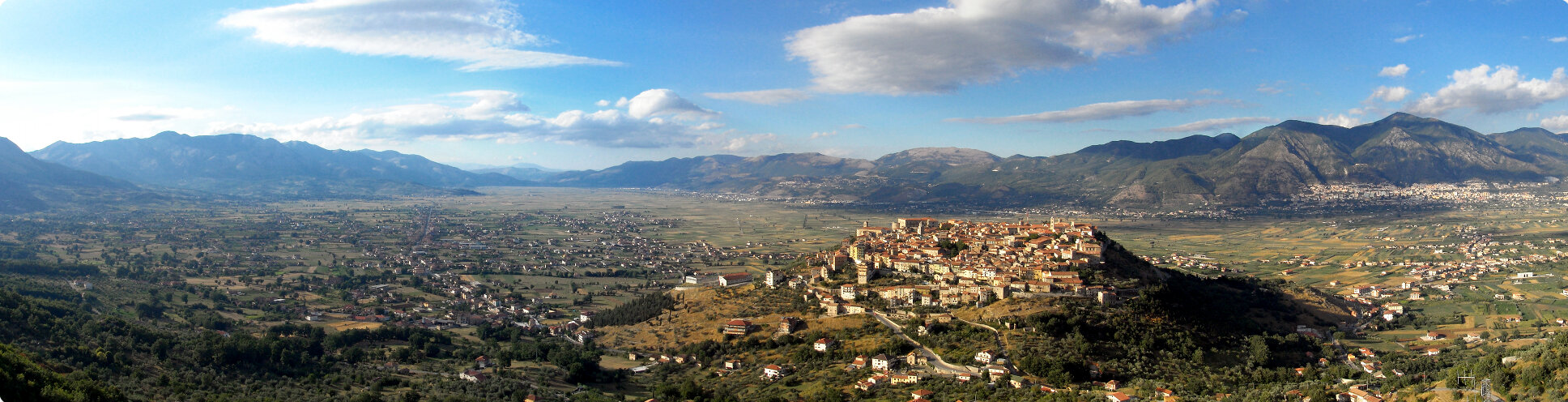
파노라마 경관
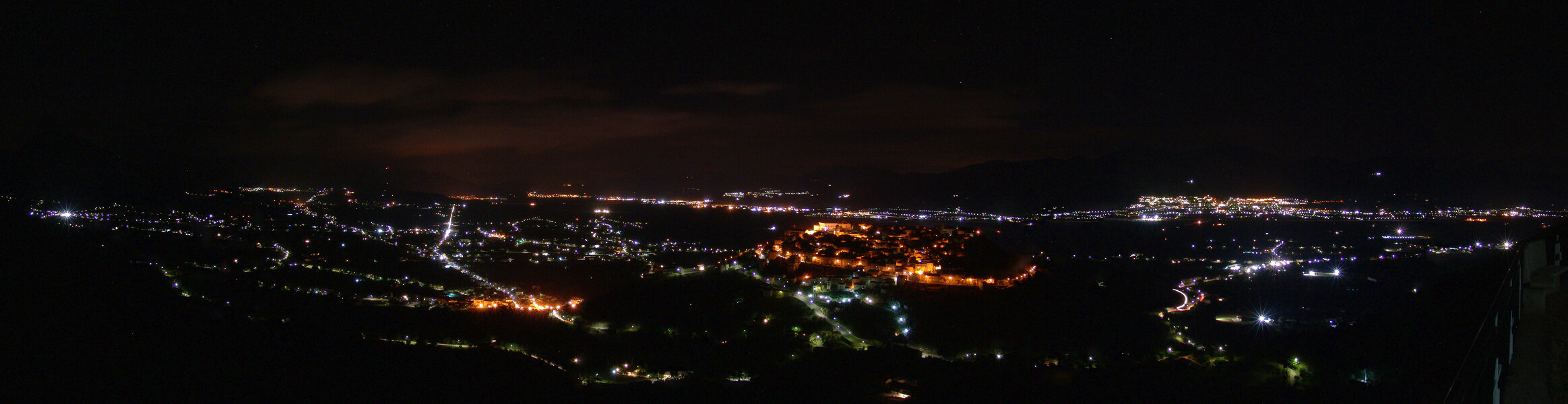
야간

## 같이 보기
- 시렌토